# Frynosomowate
Frynosomowate, frynosomy (Phrynosomatidae) – rodzina jaszczurek z infrarzędu Iguania w obrębie rzędu łuskonośnych (Squamata), początkowo zaliczane jako podrodzina Sceloporinae, później Phrynosomatinae do legwanowatych (Iguanidae).

## Występowanie i biotop
Ameryka Północna i Centralna – od południowej Kanady, przez Stany Zjednoczone po Panamę. Większość gatunków jest przystosowana do życia w warunkach pustynnych i skalistych.

## Charakterystyka
Rodzina obejmuje jaszczurki niewielkich rozmiarów – większość gatunków nie przekracza 10 cm długości ciała – o dużej różnorodności form. Są gatunkami naziemnymi. Zebrogonki z rodzaju Callisaurus potrafią biegać na tylnych kończynach.

## Systematyka
Do rodziny należą następujące rodzaje:
- Callisaurus Blainville, 1835 – jedynym przedstawicielem jest Callisaurus draconoides Blainville, 1835
- Cophosaurus Troschel, 1852 – jedynym przedstawicielem jest Cophosaurus texanus Troschel, 1852
- Holbrookia Girard, 1851
- Petrosaurus Boulenger, 1885
- Phrynosoma Wiegmann, 1828
- Sceloporus Wiegmann, 1828 – kolcogwan
- Uma Baird, 1859
- Urosaurus Hallowell, 1854
- Uta Baird & Girard, 1852

Opisano również rodzaj wymarły:
- Desertiguana Alifanov, 2013 – jedynym przedstawicielem był Desertiguana gobiensis Alifanov, 2013